# 丹達臘之燈

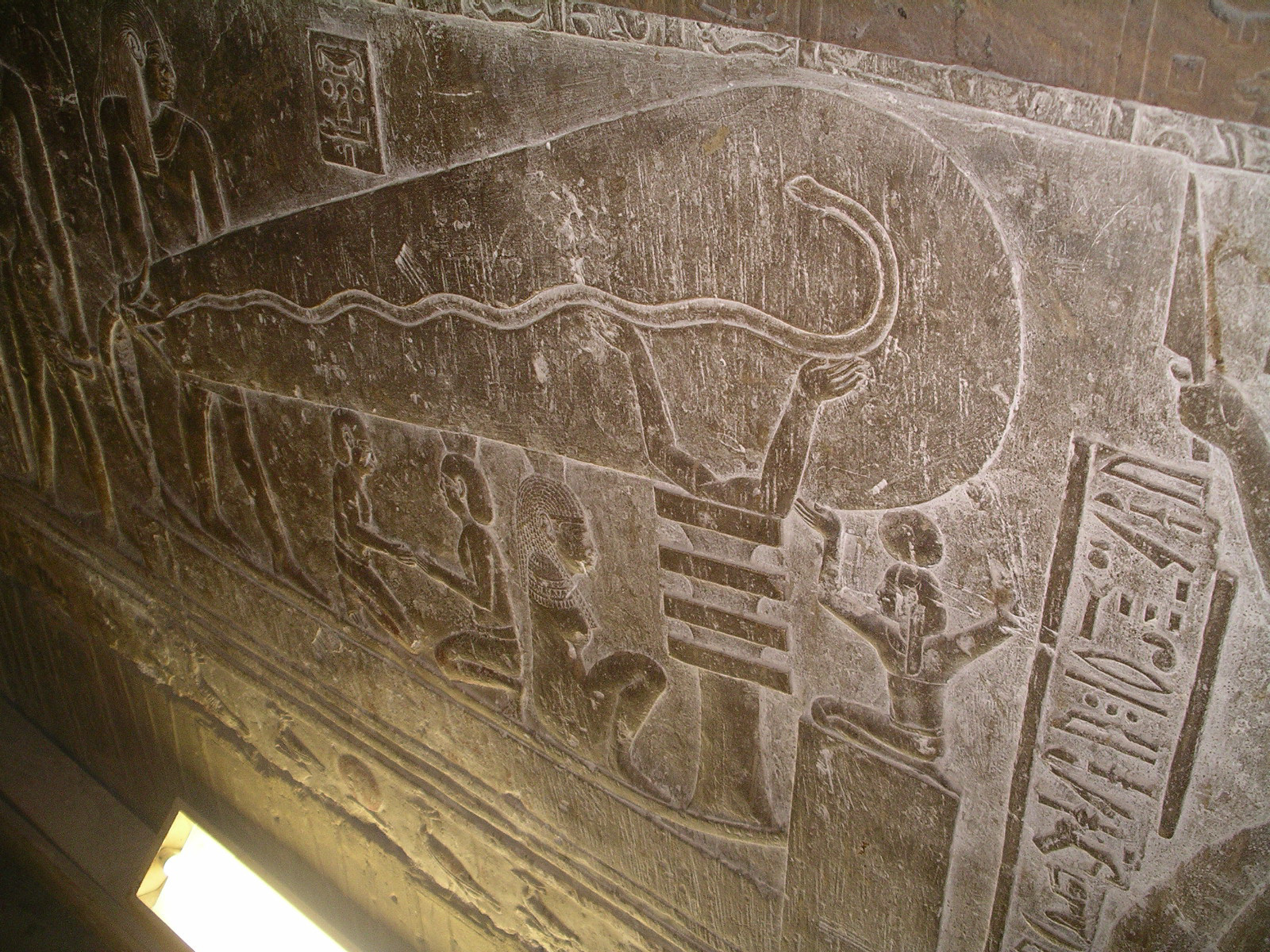
丹達臘之灯

位在埃及丹德拉（英語：Dendera）的哈索爾神廟（英語：Hathor temple）中的石頭浮雕描繪了 Harsomtus（即荷魯斯），以蛇的形式出現，從蓮花中出現（通常附著在駁船的船頭）。 這種圖案的一個變體，即所謂丹達臘之灯（英語：dendera light），在一個名為 hn 的橢圓形容器中展示 Harsomtus，它可能代表努特的子宮。

## 邊緣理論
與主流解釋相反，有邊緣理論（英語：Fringe theory）提出浮雕描繪了古埃及的技術，基於與類似的現代設備（如陰極射線管、蓋斯勒管、克魯克斯管和弧光燈）的比較。 約瑟夫·諾曼·洛克耶（JN Lockyer）引用了一位同事的幽默建議，即電燈可以解釋墳墓中沒有油煙沉積物，有時被轉發為支持這種特殊解釋的論點（另一個論點是使用反光鏡系統）。這種解釋的支持者還使用了一篇提到“用銅板覆蓋的高桿”來論證這一點，但博爾科·斯特恩 (Bolko Stern) 詳細解釋了為什麼桿的銅覆蓋頂部（低於相關的塔架） ) 與電或閃電無關，指出在埃及沒有發現任何用於操縱電的證據，而且這是一個神奇的而非技術裝置。
考古學家肯尼思·費德 (Kenneth Feder) 認為，如果古埃及人真的擁有如此先進的技術，那麼應該在考古挖掘過程中發現一些燈泡殘骸（玻璃碎片、金屬插座、燈絲等）。透過應用奧卡姆剃刀法則，他反而強調了上述反光鏡系統的可行性，而且古埃及人熟知在火炬中加鹽以減少油煙的概念。